# Diocesi di Massimianopoli di Arabia
La diocesi di Massimianopoli di Arabia (in latino Dioecesis Maximianopolitana in Arabia) è una sede soppressa del patriarcato di Antiochia e una sede titolare della Chiesa cattolica.

## Storia
Massimianopoli di Arabia, identificata con Shaqqa nel governatorato di As-Suwayda in Siria, è un'antica sede episcopale della provincia romana d'Arabia nella diocesi civile d'Oriente. Faceva parte del patriarcato di Antiochia ed era suffraganea dell'arcidiocesi di Bosra, come attestato da una Notitia episcopatuum del VI secolo.
Le fonti conciliari documentano l'esistenza di un solo vescovo, Severo, che si fece rappresentare al concilio di Calcedonia nel 451 dal suo metropolita Costantino di Bosra, che sottoscrisse anche gli atti conciliari al posto del suo suffraganeo. Le scoperte epigrafiche hanno portato ad attribuire a questa diocesi altri vescovi, Tiberino, Sergio, Teodoro e Pietro; tuttavia solo per Tiberino si può definire con una certa approssimazione il periodo di episcopato.

## Sede titolare
Nell'Ottocento la Santa Sede istituì il titolo di Massimopoli d'Arabia (in latino Dioecesis Maximopolitana in Arabia), soppresso nel 1885, pur rimanendo in vigore fino alla morte del suo ultimo titolare nel 1915. Il titolo è stato assegnato a tre soli vescovi: Vicente Arbeláez Gómez, vescovo coadiutore di Santafé en Nueva Granada, in Colombia; Paolo Carnevali, vescovo coadiutore del vicario apostolico di Shansi in Cina; e Mosé Higuera, vescovo ausiliare di Bogotà.
Nel 1933, con la pubblicazione dell'Index sedium titularium, fu istituita la sede vescovile titolare di Massimianopoli di Arabia; il titolo finora non è mai stato assegnato.
Dal 1933 al 1966 è esistita anche la sede titolare di Saccea, soppressa nel 2010 perché di fatto un doppione di Massimianopoli di Arabia.

## Cronotassi

### Vescovi greci
- Severo † (menzionato nel 451)
- Tiberino † (menzionato nel 549/550)[8]
- Sergio †
- Teodoro †
- Pietro †

### Vescovi titolari di Massimopoli
- Vicente Arbeláez Gómez † (19 novembre 1859 - 6 febbraio 1868 succeduto arcivescovo di Santafé en Nueva Granada)
- Paolo Carnevali, O.F.M.Obs. † (27 settembre 1870 - 23 maggio 1875 deceduto)
- Mosé Higuera † (7 aprile 1876 - 25 settembre 1915 deceduto)[9]